# Schiffsfahne (Wikinger)

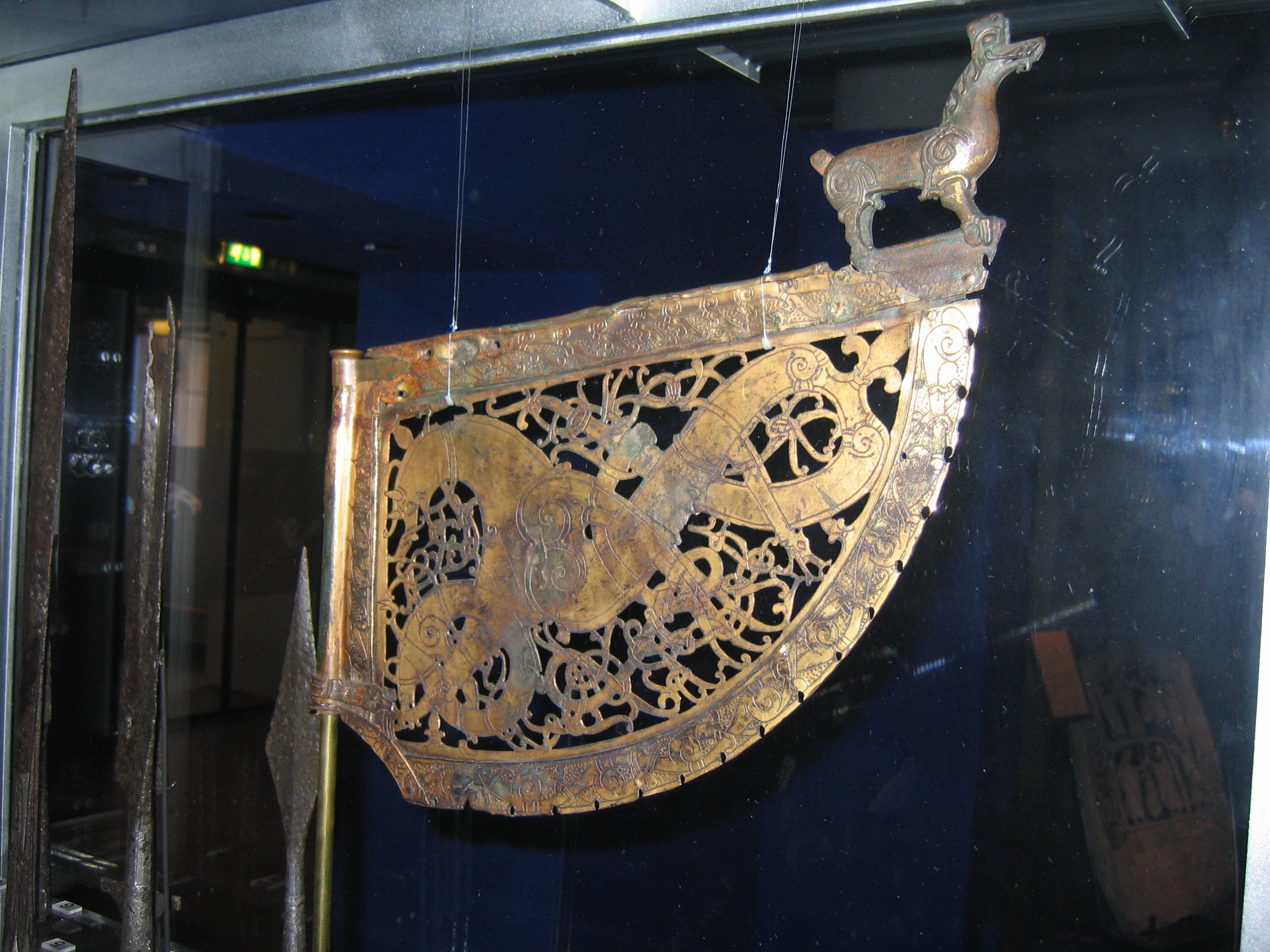
Die Schiffsfahne von Söderala in Schweden besteht aus vergoldetem Kupfer, Messing und Bronze.

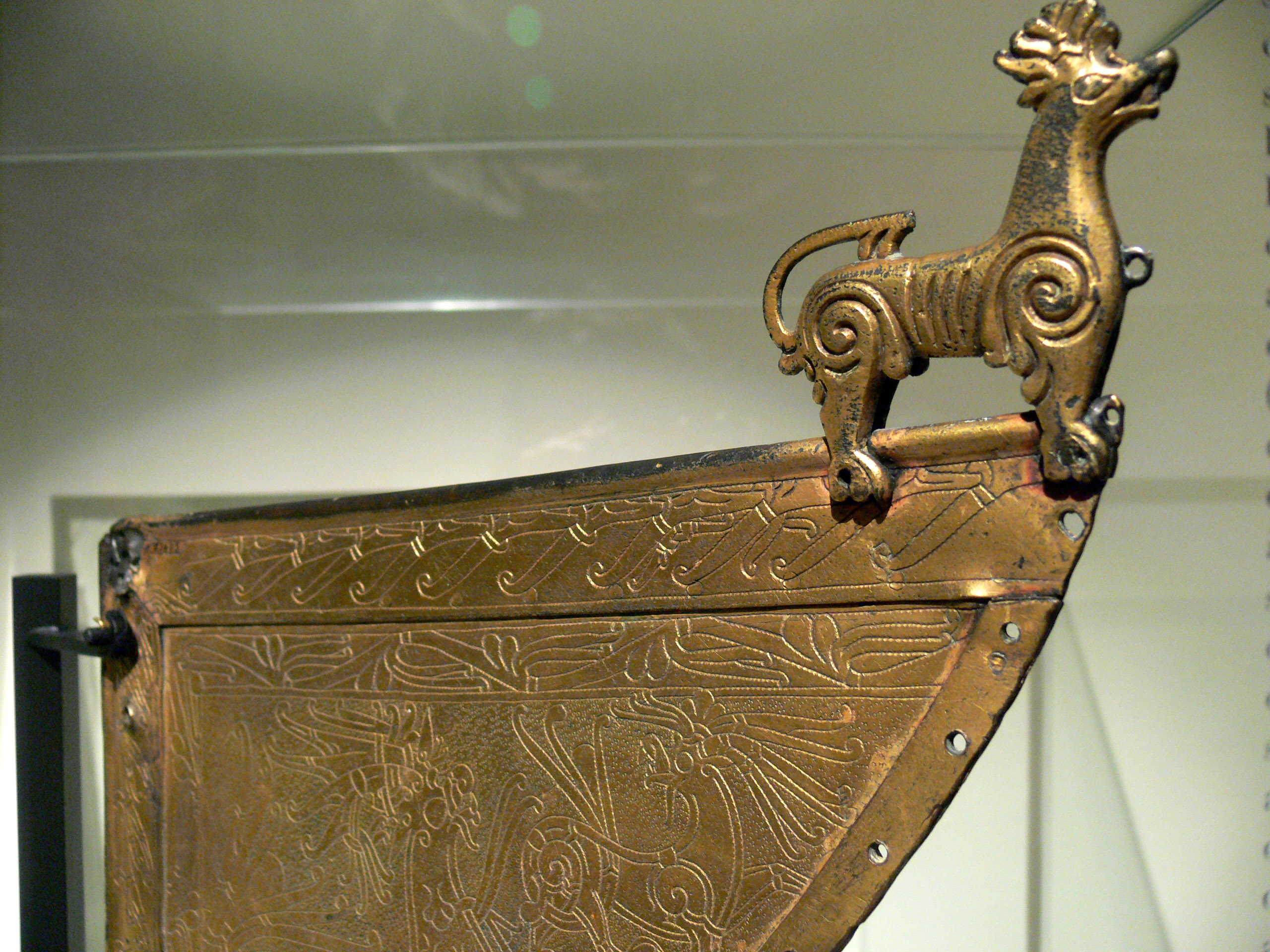
Eine aufgesetzte Tierfigur auf dem oberen Rand ist typisch für die vergoldeten Schiffsfahnen, hier die Schiffsfahne von Heggen.

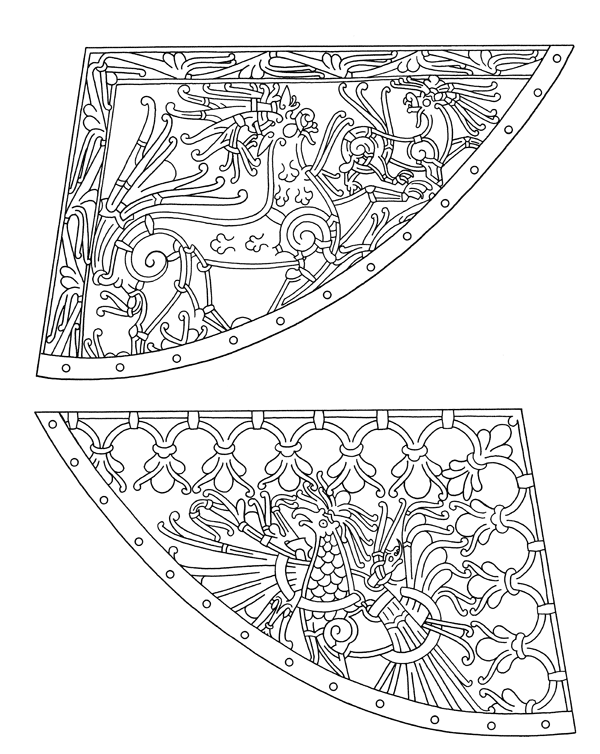
Bei der Schiffsfahne von Heggen in Norwegen stehen die beiden gerade Seiten in einem Winkel von 110° zueinander. Die oben aufgesetzte Tierfigur ist in dieser Abbildung nicht zu sehen.

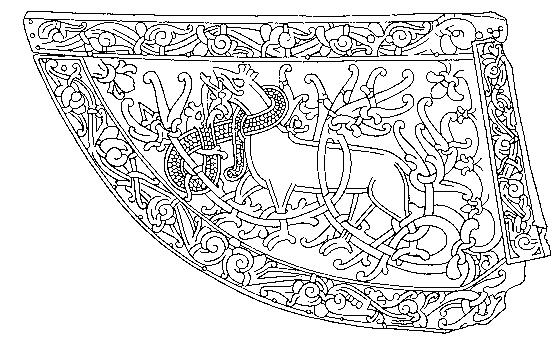
Die Schiffsfahne von Källunge in Schweden hat ebenfalls einen stumpfen Winkel von 110°. Mit der kurzen geraden Seite war sie am Steven eines Wikingerschiffs befestigt.

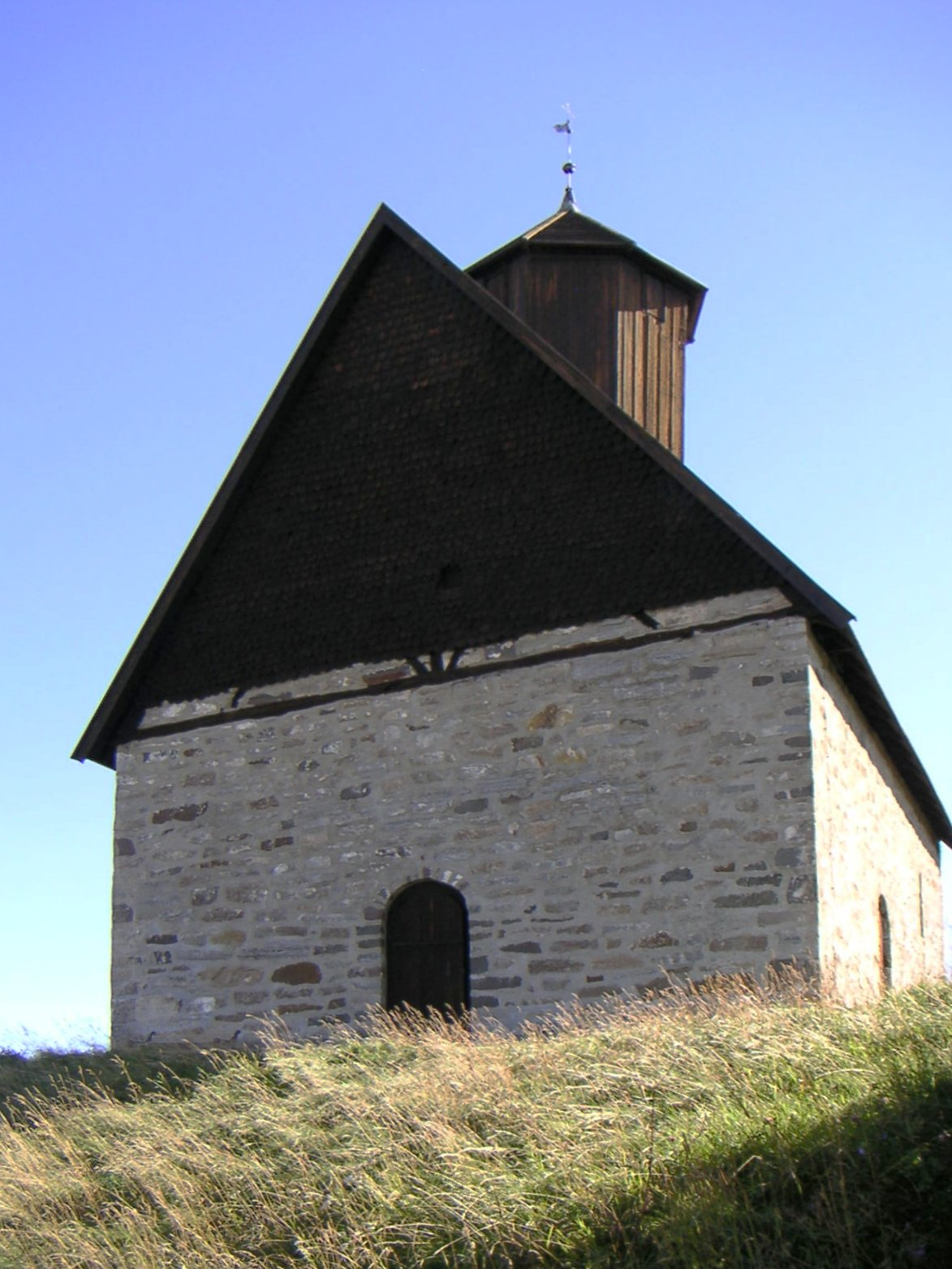
Auf dem Holzturm der alten Kirche in Tingelstad in Norwegen war die Schiffsfahne von Tingelstad aus dem 11. Jahrhundert bis 1985 zu sehen.

Wikinger-Schiffsfahnen sind aus Kupfer- oder Bronzeblech gefertigte Schiffswimpel, die ornamentale Verzierungen mit Tier- und Rankenmotiven zeigen. Sie werden auch als Wetterfahnen bezeichnet. 
Einige Schiffsfahnen waren vergoldet und anstatt der bekannten Drachenköpfe an den Vordersteven von Wikingerschiffen bedeutender Anführer angebracht. Sie waren abnehmbar und kamen in einzelnen Fällen in die Obhut der Kirche, wo sie in Norwegen und Schweden auf Kirchtürmen und Kirchendächern bis in unsere Zeit überlebt haben. Miniaturfahnen aus Bronze wurden bei Ausgrabungen gefunden. Sie zierten möglicherweise Schiffsmodelle oder wurden als Amulette gebraucht.

## Beschreibung
Es können grundsätzlich zwei Gattungen von Schiffsfahnen unterschieden werden, die in der Wikingerzeit und bis ins Mittelalter auf den Langschiffen Verwendung fanden. Beide werden in der altnordischen Literatur erwähnt. 

### Vergoldete Schiffsfahnen
Die erste Gattung ist die auf dem Vordersteven großer Schiffe befestigte vergoldete Fahne. Sie wird in den altnordischen Erzählungen veðrviti (Wetteranzeiger) genannt und besteht meist aus mehreren Teilen aus verschiedenen Metalllegierungen wie Bronze und Messing, die teils geschmiedet, teils gegossen wurden. Von ihrer Grundform her ist sie dreieckig, ihre beiden geraden Seiten schließen bei den bisher bekannten Exemplaren einen Winkel von 110° ein, so dass sie auf einer am Steven schräg befestigten Stange angebracht werden konnte. Ein an der Oberkante der Fahne aufgesetztes, aus Metall gegossenes Fabeltier wies, ähnlich den auf vielen Schiffen dieser Zeit angebrachten Drachenköpfen, nach vorne. Die längste Seite der Fahne ist gerundet und gibt der Fahne näherungsweise das Aussehen eines Kreisausschnitts. Entlang dieser Rundung ist die Fahne mit kleinen Löchern zum Anbringen von Stoffbändern oder Metallanhängern versehen. In der zeitgenössischen Literatur wird erwähnt, dass diese Gegenstände im Wind geklappert haben sollen. Die vergoldete Form der wikingerzeitlichen Schiffsfahne ist nur in vier Exemplaren erhalten. 

### Miniaturflaggen
Die zweite Gattung wird in der altnordischen Literatur oft als flaug bezeichnet. Sie wurde im rechten Winkel an der Mastspitze befestigt. Ob sie wie die heutigen Flaggen und Wimpel aus textilen Stoffen oder ebenfalls aus Metall bestand, ist nicht geklärt. Es wurden bisher bei Ausgrabungen und als Grabbeigabe im Ostseeraum nur kleinformatige Modelle solcher Fahnen gefunden, die aus Bronze gegossen worden waren. Sie sind rechtwinkelig trapezförmig. Die Unterkante ist meist sehr kurz, so dass sich der Wimpel der Dreiecksform nähert, die bei einigen Funden auch verwirklicht ist. Die Fahnen zeigen durchbrochene Ornamente im Borre-Stil. Die kürzeste Seite des Dreiecks trägt zwei bis drei Ösen als Aufhängevorrichtung. Die längste Seite trägt meist sehr kräftige, dornen- oder kammartige Vorsprünge, die Borten oder Bänder symbolisieren könnten. Einige der Modelle weisen, ähnlich wie die großen, vergoldeten Fahnen, vorspringende Tierköpfe an der Oberkante auf.

## Abbildungen
Der jahrhundertelange Gebrauch als „Wetterfahne“ auf Kirchtürmen nach dem Ende der Wikingerzeit im 11. Jahrhundert hatte ihre ursprüngliche Funktion weitgehend in Vergessenheit geraten lassen. Es war zwar bekannt, dass die Fahnen wesentlich älter waren als die Kirchenbauten, auf denen sie  angebracht wurden, für die Verwendung als Schiffsfahne gab es jedoch kaum Belege, außer der Erwähnung der goldglänzenden Banner in der isländischen Sagaliteratur.

### Runenstab von Bryggen
Der wichtigste Hinweis auf die Bedeutung der Fahnen war ein 25 cm langes Stück Wacholder-Holz, das während Ausgrabungen auf der Bryggen in Bergen gefunden worden war, und auf den Zeitraum zwischen 1248 und 1332 datiert werden konnte. Der Runenstab zeigt die „Leidang“ (die Flotte), die Kiel an Kiel im Hafen versammelt ist. Nur die größten Langschiffe haben einen drachen- bzw. bannerverzierten Steven und eine Fahne auf dem Mast.  Das könnte darauf hindeuten, dass nur die Schiffe der Anführer diese wertvollen Erkennungszeichen trugen. Die Fahnen am Bug der Schiffe entsprechen mit ihrer Rundung der Form der vergoldeten Wetterfahnen.

### Bildstein von Smiss
Auf dem gotländischen Bildstein von Smiss im Kirchspiel Stenkyrka ist eine detailgetreue Abbildung eines Wikingerschiffs zu sehen. Auf dem Masttop befindet sich eine Schiffsfahne im Stil der flaug, die in Miniaturform bei Ausgrabungen im Ostseeraum gefunden wurde. Die Darstellung stimmt mit den aus Bronze gefertigten trapezförmigen Modellen überein.

### Teppich von Bayeux
Eine dreieckige Standarte, ebenfalls im Stil einer Schiffsfahne, wie sie in Miniaturform aus Bronze als Grabbeigabe aus der Wikingerzeit gefunden wurde, ist auf dem Teppich von Bayeux zu sehen. Sie ist jedoch nicht auf einem Masttop zur See, sondern auf der Spitze einer Lanze im Gefolge der Brüder König Harald Godwinsons angebracht. Dies hat zu Spekulationen darüber geführt, ob solche Schiffsfahnen abgenommen und als Feldzeichen in den Kampf auf dem Festland mitgeführt wurden.

## Verwendung
Die Funktion der Fahnen auf den Wikingerschiffen ist nicht geklärt. Die erhaltenen vergoldeten Schiffsfahnen sind 0,84 bis 2,15 kg schwer und waren als Windfahnen sowohl auf den Schiffen, als auch später auf Kirchtürmen, nicht geeignet, was Versuche mit Kopien belegt haben. Die Vorrichtung zum Anbringen der Fahne weist einen Winkel von 110° zur Horizontale auf, so dass bei der Anbringung am Vorsteven eines Schiffs die Tierskulptur genau nach vorne weist. Diese Stellung wurde beispielsweise auch bei der Anbringung auf dem Kirchendach von Heggen an einen schrägen Mast nachgeahmt. Diese Anordnung macht jedoch Drehungen der Fahne um die Achse schwierig.
Die in verschiedenen Abständen angebrachten Löcher an der gerundeten Kante der Fahnen sind als Markierungen zum Messen des Sonnenstandes interpretiert worden. Sie sollen einen Abstand von ungefähr 4,8° voneinander haben. Es gibt jedoch keine Nachweise dafür, dass den Wikingern eine solche Möglichkeit zur Navigation mittels eines Quadranten bekannt war. Die Form der großen Schiffsfahnen erinnert zwar an einen solchen Quadranten, die ungleichen Kanten machen aber eine Berechnung schwer möglich. Die in den Ösen an bunten Bändern befestigten Gegenstände, wie sie auf der Zeichnung auf dem Wacholderstab aus Bergen zu erkennen sind, dienten wahrscheinlich der Dekoration.

## Erhaltene Schiffsfahnen
Die vier erhaltenen großen vergoldeten Schiffsfahnen sind:
- die Schiffsfahne von Söderala in Schweden,
- die Schiffsfahne von Källunge, ebenfalls in Schweden,
- die Schiffsfahne von Heggen in Norwegen und
- die Schiffsfahne von Tingelstad, ebenfalls in Norwegen.

Sie zeigen Tierdarstellungen und Rankenornamente im Mammen- und im Ringerike-Stil. 